# District judiciaire de Ségovie
Le district judiciaire de Ségovie est l'un des cinq districts judiciaires qui composent la province de Ségovie en Castille-et-León, dans le centre de l'Espagne. La capitale est Ségovie.

## Communes
- Abades
- Adrada de Pirón
- Aldea Real
- Anaya
- Basardilla
- Bernuy de Porreros
- Brieva
- Caballar
- Cabañas de Polendos
- Cantimpalos
- Carbonero el Mayor
- Collado Hermoso
- El Cubillo
- El Espinar
- Encinillas
- Escalona del Prado
- Escarabajosa de Cabezas
- Escobar de Polendos
- Espirdo
- Garcillán
- Hontanares de Eresma
- Los Huertos
- Juarros de Riomoros
- La Lastrilla
- La Losa
- Martín Miguel
- Mozoncillo
- Muñoveros
- Navas de Riofrío
- Navas de San Antonio
- Ortigosa del Monte
- Otero de Herreros
- Palazuelos de Eresma
- Pelayos del Arroyo
- Real Sitio de San Ildefonso
- Roda de Eresma
- San Cristóbal de Segovia
- Santiuste de Pedraza
- Santo Domingo de Pirón
- Sauquillo de Cabezas
- Ségovie
- Sotosalbos
- Tabanera la Luenga
- Torrecaballeros
- Torreiglesias
- Trescasas
- Turégano
- Valdeprados
- Valdevacas y Guijar
- Valseca
- Valverde del Majano
- Veganzones
- Vegas de Matute
- Yanguas de Eresma
- Zarzuela del Monte